# Bistum Las Cruces
Das Bistum Las Cruces (lat.: Dioecesis Las Cruces) ist eine Diözese der Römisch-katholischen Kirche in den Vereinigten Staaten mit Sitz in Las Cruces, New Mexico.
Es umfasst die zehn südlichen Countys des Bundesstaates New Mexico: Hidalgo, Grant, Luna, Sierra, Doña Ana, Otero, Lincoln, Chaves, Eddy und Lea.

## Geschichte
Papst Johannes Paul II. gründete es am 17. August 1982 aus Gebietsabtretungen des Bistums El Paso und des Erzbistums Santa Fe, dem es auch als Suffragandiözese unterstellt wurde.

## Weblinks

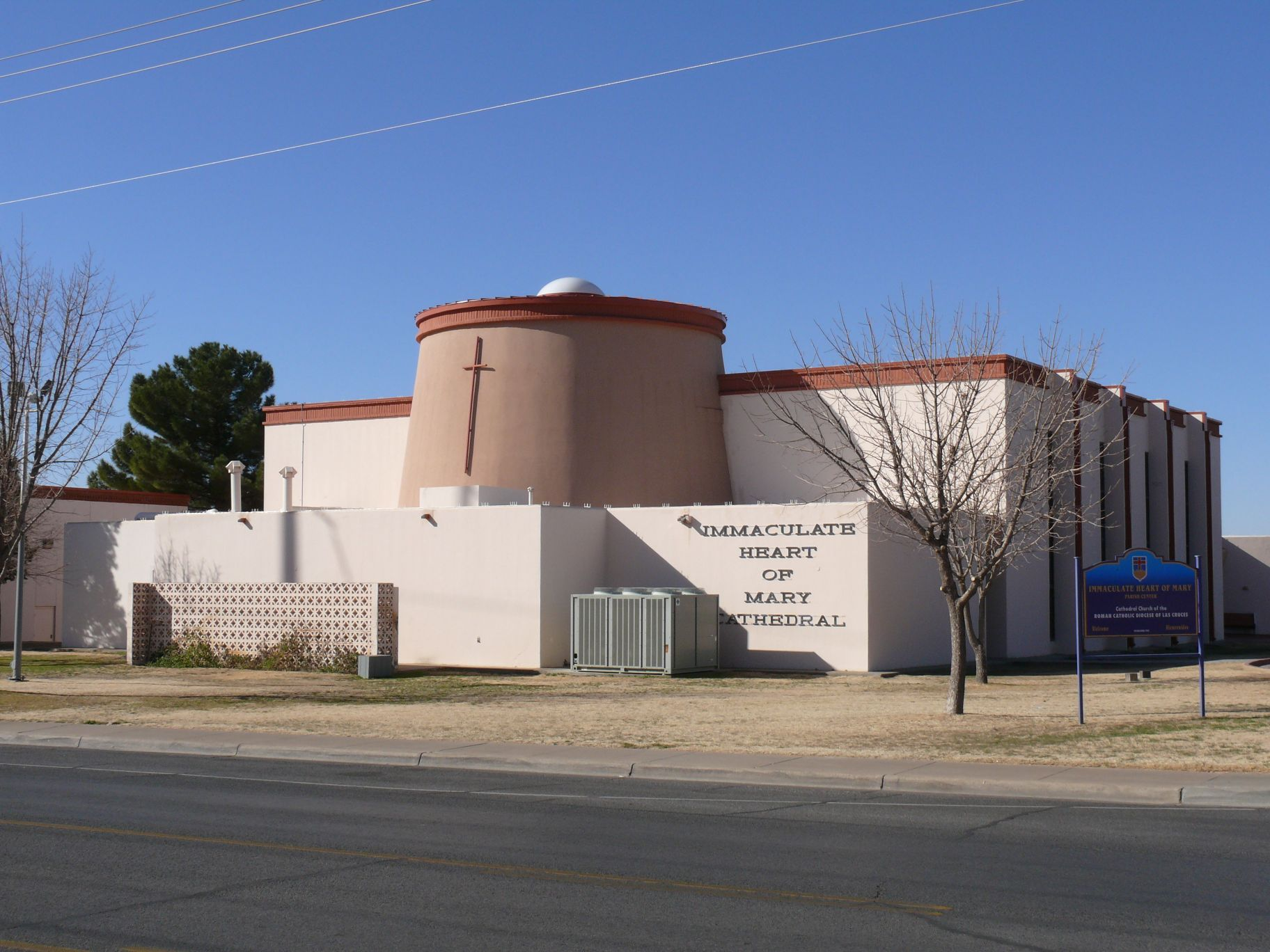
Kathedrale: Immaculate Heart of Mary

## Bischöfe von Las Cruces
- Ricardo Ramirez CSB, 1982–2013
- Oscar Cantú, 2013–2018
- Peter Baldacchino, seit 2019